# Nepsera aquatica
 (septembre 2024).
La mise en forme du texte ne suit pas les recommandations de Wikipédia : il faut le « wikifier ».
Les points d'amélioration suivants sont les cas les plus fréquents :
- Les titres sont pré-formatés par le logiciel. Ils ne sont ni en capitales, ni en gras.
- Le texte ne doit pas être écrit en capitales (les noms de famille non plus), ni en gras, ni en italique, ni en « petit »…
- Le gras n'est utilisé que pour surligner le titre de l'article dans l'introduction, une seule fois.
- L'italique est rarement utilisé : mots en langue étrangère, titres d'œuvres, noms de bateaux, etc.
- Les citations ne sont pas en italique mais en corps de texte normal. Elles sont entourées par des guillemets français : « et ».
- Les listes à puces sont à éviter, des paragraphes rédigés étant largement préférés. Les tableaux sont à réserver à la présentation de données structurées (résultats, etc.).
- Les appels de note de bas de page (petits chiffres en exposant, introduits par l'outil «  Source ») sont à placer entre la fin de phrase et le point final[comme ça].
- Les liens internes (vers d'autres articles de Wikipédia) sont à choisir avec parcimonie. Créez des liens vers des articles approfondissant le sujet. Les termes génériques sans rapport avec le sujet sont à éviter, ainsi que les répétitions de liens vers un même terme.
- Les liens externes sont à placer uniquement dans une section « Liens externes », à la fin de l'article. Ces liens sont à choisir avec parcimonie suivant les règles définies. Si un lien sert de source à l'article, son insertion dans le texte est à faire par les notes de bas de page.
- La présentation des références doit suivre les conventions bibliographiques. Il est recommandé d'utiliser les modèles {{Ouvrage}}, {{Chapitre}}, {{Article}}, {{Lien web}} et/ou {{Bibliographie}}. Le mode d'édition visuel peut mettre en forme automatiquement les références.
- Insérer une infobox (cadre d'informations à droite) n'est pas obligatoire pour parachever la mise en page.

Pour une aide détaillée, merci de consulter Aide:Wikification.
Si vous pensez que ces points ont été résolus, vous pouvez retirer ce bandeau et améliorer la mise en forme d'un autre article.
Espèce
Synonymes
Selon Tropicos (22 septembre 2024)
- Aciotis aquatica (Aubl.) D. Don ex Loudon
- Aciotis sieberi (Steud.) Triana
- Homonoma aridum Bello
- Melastoma aquaticum Aubl. - Basionyme
- Rhexia aquatica (Aubl.) Gouan
- Rhexia aquatica (Aubl.) Sw.
- Rhexia aquatica (Aubl.) Bonpl.
- Spennera aquatica (Aubl.) Mart. ex DC.
- Spennera hydrophila Miq.
- Spennera sieberi Steud.
- Tibouchina aquatica (Aubl.) M. Gomez

Selon GBIF (22 septembre 2024)
- Aciotis aquatica (Aubl.) D.Don
- Aciotis aquatica (Aubl.) D.Don ex Loudon
- Aciotis aquatica G.Don
- Aciotis sieberi (Steud.) Triana
- Homonoma aridum Bello
- Melastoma aquaticum Aubl. - Basionyme
- Nepsera aquatica Aubl.
- Rhexia aquatica (Aubl.) Gouan
- Rhexia aquatica (Aubl.) Sw.
- Spennera aquatica (Aubl.) Mart.
- Spennera aquatica (Aubl.) Mart. ex DC.
- Spennera asphalti Crueg.
- Spennera hydrophila Miq.
- Spennera sieberi Steud.
- Tibouchina aquatica (Aubl.) M.Gómez
- Xeracina aquatica (Aubl.) Raf.

Nepsera aquatica est une espèce de plantes à fleurs de la famille des Melastomataceae.
Il est connu en Guyane sous les noms de Soka wiwi ou Saka wi (Nenge tongo).

## Description
Nepsera aquatica est une herbacée ou un sous-arbrisseau haut de 0,5-2 m.
Les rameaux, les nervures de la face inférieure des feuilles, les inflorescences et l'hypanthe sont peu et discrètement pubérisés avec des poils partiellement glanduleux.
Le pétiole est long de 0,5-1 cm.
Le limbe des feuilles mesurant 2-5 × 1,5-3 cm, est de forme ovales à elliptiques-ovales, à apex aigu, à base arrondie à cordée, charnus et serrulés, à face supérieure glabre ou strigulose rare et décidue, à face inférieure glabre sauf pour les nervures, à 5 ou 7 nervures.
Le pétiole est long de 0,5-1 cm.
Le panicule est long jusqu'à 30 cm.
Les pédicelles sont le plus souvent longs de 3-5 mm.
L'hypanthium est long de 1,8-2 mm.
Les lobes du calice sont longs de 2-2,7 mm.
Les pétales mesurent 4,5-7 × 2,5-3,8 mm.
Les thèques de l'anthère sont longues de 2,5-3 mm.
Le connectif est prolongé de 0,5-0,7 mm ou 0,3-0,4 mm, et les lobes ventraux sont longs de 0,3-0,7 mm.
En 1953, Lemée en propose la description suivante de Nepsera aquatica :

« N. aquatica Naud. (Melastoma a. Aubl.). Seule espèce du genre. Herbe ou sous-arbrisseau ramifié poilu ou glabre ; feuilles de 0,03-0,08 sur 0,01-0,04, ovales aiguës ou acuminées, à base, arrondie ou subcordée, membraneuses dentées glabres ou presque ; inflorescences en grandes panicules lâches là ramifications et pédicelles grêles, fleurs petites 4-mères, calice à tube -ovoïde et segments acuminés persistants, pétales de 7 mm., blancs aigus, 8 étamines, anthères inégales, 4 courtes et 4 longues; pourpres ouvrant par 1 pore, à connectif prolongé sous les loges et 2 courts appendices antérieurs, ovaire libre glabre à 3 loges multiovulées, style à stigmate ponctiforme. Fruit : capsule globuleuse à diamètre de 2-3 mm, à 3 valves, graines nombreuses cochléaires fovéolées. _ Maroni (Camp Godebert, Saint-Jean : R. Benoist) ; herbier Lemée : Saint-Laurent du Maroni, fleurs d'un blanc rosé. »

— Albert Lemée, 1953.

## Répartition
Nepsera aquatica est présent de l'Amérique Centrale au Brésil, en passant par les Antilles, la Colombie, le Venezuela, le Guyana, le Suriname, la Guyane, et l'Équateur.

## Écologie
Nepsera aquatica pousse au Venezuela dans les zones basses ouvertes et humides, marécages de palmiers-bâche, près du niveau de la mer, jusqu'à 200 m d'altitude, et dans les plaines ouvertes des Guyanes.

## Protologue
En 1775, le botaniste Aublet a décrit Nepsera aquatica et en a proposé le protologue suivant :
« 17. MELASTOMA (aquatica) foliis cordatis, crenatis, ſupra. hirſutis, ferrugineis, ſubtus levibus ; noribus albis, panicuiatis. (TABULA 169.)
Planta caules plures, tetragonos, hirſutos, ferrugineos, rectos, in ſummitate ramoſos, bi aut tri-pedales, è radice emittens. Folia oppoſita, cordata, ferrulata, quinque aut ſeptem-nervia, ſubtùs glabra. Flores corymboſi, utrinque ex axillis foliorum ſuperiorum ; pedicellis longis, ramoſis, tenuibus ; ramulis oppoſitis, trifloris, flore intermedio ſubſeſſili; bracteæ binæ ad baſim ramulorum. Calix: perianthium turbinatum, quinquedentatum ; denticulis oblongis, acutis. Stamina: filamenta decem, in tubum conniventia, & uno verſu declinata. Pericarpium : bacca exſucca, rufeſcens, quinque -locularis, quinque- valvis. Semina numeroſa, angulata, minutiſſima.
Florebat Julio.
Habitat ad ripam rivuli in viâ quæ ducit è Caïennâ ad Courou.
LE MéLAStOME aquatique. (PLANCHE 169.)
Cette plante s'élève de trois pieds, plus ou moins ; ſa RACiNE eſt ligneuſe, fibreuſe & rameuſe ; ſa tige eſt à quatre angles obtus, elle eſt garnie de poils roux ; ce n'eſt qu'à ſon extrémité ſupérieure qu'elle donne naiſſance a des branches chargées de rameaux fort grêles, qui portent les fleurs.
Les feuilles ſont oppoſées, & diſpoſées en croix ; elles ſont en forme de cœur, & légèrement dentelées à leurs bords, couvertes en deſſus d'un léger duvet rouſſâtre très court, & liſſes en deſſous ou l'on apperçoit cinq & quelquefois ſept nervures, qui s'étendent depuis la baſe de la feuille juſqu'à ſa pointe; leur queue eſt courte, velue, creuſée en gouttiere à ſa face ſupérieure, & convexe en deſſous.
Le calice de la fleur eſt renflé, arrondi par ſa baſe, & diviſé à ſa partie ſupérieure en cinq lobes aigus.
Les pétales ſont au nombre de cinq, dont un eſt plus grand que les autres ; ils ſont blancs, légèrement concaves, attaches par un onglet au bord externe du calice, entre ſes diviſions.
Les étamines, au nombre de dix, naiſſent ſur un corps rougeâtre, eſpèce de diſque qui entoure la paroi ſupérieure & interne du calice. Leur filet eſt allongé, menu & rouge, & porte une longue anthère courbe, fourchue à ſon extrémité inférieure, & elle eſt articulée ſur le filet un peu au deſſous de la bifurcation. Cette anthère eſt à deux loges qui, en s'ouvrant, répandent une pouſſière jaunâtre. Toutes les étamines, lorſque la fleur eſt ouverte, s'inclinent vers le pétale inférieur, & enſuite ſe redreſſent & forment en ſe rapprochant une eſpèce de tube. lorſque la fleur eſt en bouton, les ſommets ſont couches ſur leurs filets.
Le piſtil eſt un ovaire arrondi, ſurmonté d'un style grêle, auſſi long que les étamines, termine par un stigmate un peu renflé, & concave.
L'ovaire devient une capsule renfermée dans le calice, elle à cinq loges remplies de semences menues, & s'ouvre par le haut à cinq valves.
Une portion de tige eſt repréſentée de grandeur naturelle.

J'ai trouve cette plante dans la grande terre, au bord d'un ruiſſeau, ſur la route de Caïenne à Courou. Elle étoit en fleur & en fruit dans le mois de Juillet. »
— Fusée-Aublet, 1775.